# El callejón de los milagros (película)
El callejón de los milagros (Midaq Alley en Estados Unidos y Miracle Alley en Australia) es una película mexicana de 1995 dirigida por Jorge Fons y protagonizada por Ernesto Gómez Cruz, Salma Hayek, Bruno Bichir y las primeras actrices Delia Casanova, María Rojo y Margarita Sanz.
Está basada en la novela homónima de Naguib Mahfuz, cuya historia original ocurre en El Cairo en la década de 1940. El filme, adaptado por Vicente Leñero, tiene lugar en pleno centro histórico de la Ciudad de México en la década de 1990.
En el filme, la historia es narrada desde tres diferentes perspectivas: Don Ru (Ernesto Gómez Cruz), el dueño de la cantina donde la mayoría de los hombres se reúne a beber y jugar dominó, Alma (Salma Hayek), la chica hermosa del barrio que busca pasión, y Susanita (Margarita Sanz, quien ganó un premio Ariel por su papel), la solterona dueña de la vecindad donde Alma y otros de los personajes viven.
La película fue aclamada por la crítica internacional. Obtuvo 11 premios Ariel , incluida mejor película y más de 49 premios y nominaciones internacionales. El callejón de los milagros y El laberinto del fauno (2006) fueron nombradas las mejores películas mexicanas por IMDb y Entertainment Weekly.[cita requerida] La película fue seleccionada como la entrada mexicana a la mejor película internacional en la 68.ª edición de los Premios Óscar, pero no fue aceptada como nominada.

## Argumento
El filme está dividido en cuatro episodios, que transcurren en el escenario central de la callejuela que se llama como el filme mismo. Los episodios se centran en los personajes principales:
- En el primero, "Don Rutilio", un patriarca tiránico y machista que ha ocultado su homosexualidad hasta ese momento y consigue a Jimmy, un amante más joven; su hijo, Chava, no puede soportarlo y ataca al amante de su padre.
- El segundo, "Alma", es la historia de una bella muchacha, habitante del callejón, enamorada de Abel (quien parte hacia EE. UU. para acompañar a su amigo Chava en desgracia), luego de un fallido compromiso matrimonial, es seducida por José Luis, quien la enamora para después prostituirla; cuando ella se da cuenta de la trampa en que ha caído, lo abandona pero finalmente vuelve a él y acepta prostituirse.
- El tercero, "Susanita", es el relato de cómo una solterona irredenta trata de cumplir sus sueños románticos.
- En el cuarto, "El regreso", como su nombre lo sugiere, las historias anteriores se anudan y concluyen.

## Personajes

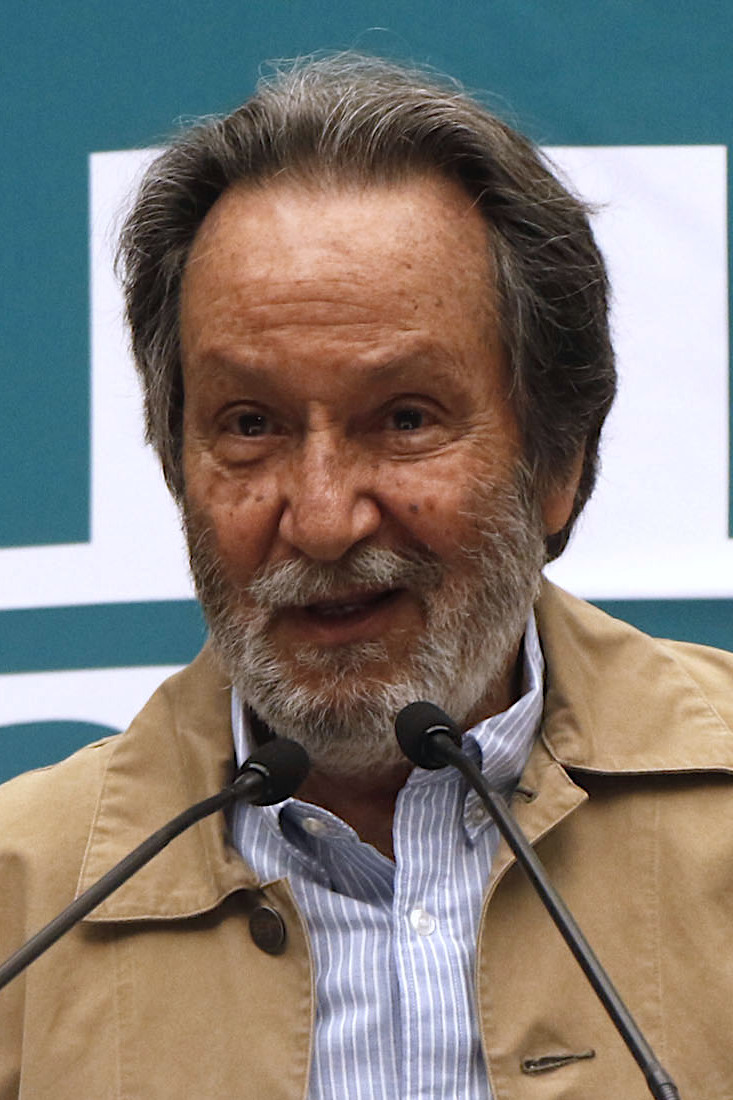
Jorge Fons, director de la película y ganador de múltiples reconocimientos.

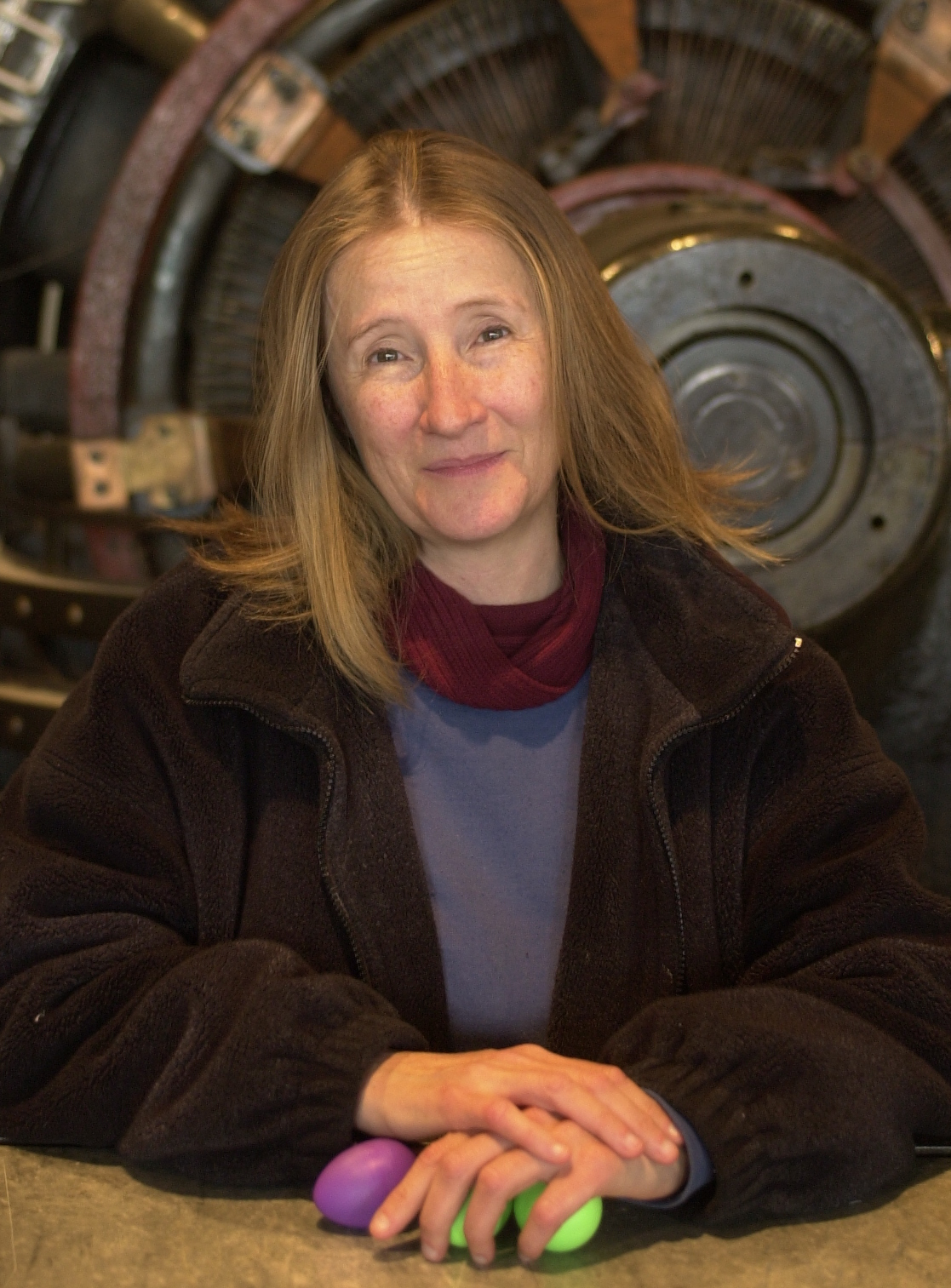
Margarita Sanz obtuvo el Premio Ariel a la Mejor Actriz y fue galardonada en el Festival de Cine de Gramado y Festival de Cine de Paraguay por su interpretación.

- Don Rutilio (Ernesto Gómez Cruz): es uno de los protagonistas de la película. Es el claro ejemplo del machismo mexicano. Es dueño de la cantina "Los Reyes Antiguos" en el callejón. Tras 30 años de matrimonio con Eusebia, decide ejercer su homosexualidad, hasta ese momento oculta, consiguiendo como amante a un dependiente de una camisería. Ante los amigos, se comporta como el mismo machista, pero es bien sabido por todos lo que hace.
- Doña Eusebia (Delia Casanova): es la abnegada esposa de Rutilio, con quien lleva tres décadas casada. Sufre de los desprecios de su esposo, que ya no la ve como mujer, sino como sirvienta. Descubre los amoríos de su esposo con un jovencito y recibe una brutal paliza de parte de Rutilio por meterse en su vida.
- Chava (Juan Manuel Bernal): es el hijo del matrimonio antes mencionado, ya mayor. Su más grande anhelo es marcharse a los Estados Unidos para hacer fortuna, además de que está cansado de la actitud de su padre ante todo. La oportunidad llega inesperadamente cuando agrede al amante de su padre, y luego tiene que marcharse, seguido de su amigo Abel, el cual lo acompaña por solidaridad. Tiene un hijo en el otro país, al que bautiza como Rutilio.
- Jaime Paredes (Esteban Soberanes): más conocido como Jimmy, amante de Don Rutilio. Chava lo descalabra en un baño de vapor, al encontrarlo con su padre.
- Alma (Salma Hayek): hermosa joven que le da esperanzas a Abel luego de mucho esperar. Se vuelve prostituta tras ser engañada.
- Abel (Bruno Bichir): muchacho enamorado de Alma desde el comienzo de la película. Por un tiempo, trata de convencerla de que sea su novia, y que sus intenciones son serias. Pero tras haber consumado su noviazgo, se tiene que ir con su amigo Chava a Estados Unidos, lo que deja los planes que tenían de casarse en suspenso. Vuelve a pedir su mano, pero descubre que se ha ido. Su amigo Chava lo pone sobre la pista, y así es como va al burdel a tratar de llevársela, pero solo consigue que lo maten.
- José Luis (Daniel Giménez Cacho): es el hombre que aparece para convertir a Alma en una cortesana, como él llama a las prostitutas de burdel. Tras mucho intentar, lo logra. Es herido con un cuchillo cuando Abel regresa e intenta recuperarla. Luego, con un cuchillo diferente, mata al joven.
- Doña Catalina (María Rojo): es la madre de Alma, famosa por ser lectora de tarot en el callejón. Gracias a eso y a otras actividades parecidas, saca adelante a su hija. Se le muestra como abnegada y buena.
- Doña Susana (Margarita Sanz): tercera protagonista, es la casera de la vecindad donde viven todos los habitantes de la historia. Solterona y ya entrada en años, acude a doña Cata para que le lea el destino. Ella le dice que aparecerá un hombre en su vida, y ella termina por conocer a Güicho, la mano derecha de don Rutilio en la cantina, para luego casarse. Su matrimonio, sin embargo, fracasa, porque Güicho se casó solo por interés, ya que Susanita era de las más ricas del lugar.
- Güicho (Luis Felipe Tovar): ayudante de don Rutilio en su cantina. Debido al tiempo que lleva trabajando con él, comienza a robarle. Le solapa a su jefe sus aventuras con Jimmy. Se casa con Susanita por dinero, pero termina siendo descubierto y alejado de su lado.

Otros personajes:
- Doctor Beltrán (Álvaro Carcaño): es un dentista tuerto que frecuenta el bar de don Rutilio. Está metido en asuntos sucios, junto a Zacarías. Susanita acude a él para que le haga una nueva dentadura. Pero poco después de eso, es arrestado en la celebración de la boda. Sale años más tarde, para reunirse de nuevo con los amigos en "Los Reyes Antiguos".
- Zacarías (Abel Woolrich): es un malviviente que cobra cuotas a quienes trabajan en su territorio. También es frecuente visitante del bar de Rutilio. Acosa sexualmente a Flor todo el tiempo, y es por esto por lo que se le arresta junto con el doctor en la boda de Susanita.
- Ubaldo (Óscar Yoldi): se le conoce como "el poeta", que también frecuenta "Los Reyes Antiguos". Es el hombre más culto del callejón, debido a que es dueño de una biblioteca. Se la pasa recitando versos, preferiblemente de Amado Nervo. Sin embargo, también menciona a Sófocles y Dante Alighieri. Eusebia acude en su ayuda para convencer a Rutilio de que sus actos de homosexualidad son malos, pero eso solo hace que Rutilio lo amenace para que no vuelva a su bar. Regresa a reunirse con los amigos luego de que salen de la cárcel.
- Don Fidel (Claudio Obregón): es un hombre maduro, dueño de una joyería, que completa el cuarteto integrado por el doctor, Zacarías y Ubaldo. También visita el bar de Rutilio, para jugar dominó como todos los anteriores. Doña Cata está enamorada de él, pero él se presenta a pedir la mano de Alma. Doña Cata se la concede, con lágrimas en los ojos. Pero poco antes de la boda, muere en el bar, víctima de un paro cardiaco. Todo su dinero se lo dejó a sus hijos, ya adultos.
- Doña Flor (Gina Morett): es una mujer dueña de la carnicería del callejón. Es acosada sexualmente por Zacarías, y finalmente, ella decide denunciarlo, por lo que se le arresta.
- Macario (Eduardo Borja): es el marido de doña Flor. Según la película, es maltratado a menudo por su mujer, a quien ama, pero también teme. Buen amigo de don Rutilio, se le vio en "Los Reyes Antiguos" en tres ocasiones.
- Maru (Tiaré Scanda): Amiga de Alma.

## Premios y nominaciones
| Premio/Festival                              | Categoría                                                    | Nominado/a                  | Resultado | Referencias |
| -------------------------------------------- | ------------------------------------------------------------ | --------------------------- | --------- | ----------- |
| Festival de Cine de Berlín                   | Oso de Oro                                                   | Jorge Fons                  | Nominado  | [ 4 ]       |
| Festival de Cine de Berlín                   | Mención Especial por la excelente calidad narrativa          | El Callejón de los milagros | Ganadora  | [ 4 ]       |
| Premios Goya                                 | Mejor Película Iberoamericana                                | El Callejón de los milagros | Ganadora  | [ 4 ]       |
| Premios Ariel                                | Mejor Película                                               | El Callejón de los milagros | Ganadora  | [ 4 ]       |
| Premios Ariel                                | Mejor Dirección                                              | Jorge Fons                  | Ganador   | [ 4 ]       |
| Premios Ariel                                | Mejor Guion                                                  | Vicente Leñero              | Ganador   | [ 4 ]       |
| Premios Ariel                                | Mejor Actriz                                                 | Margarita Sanz              | Ganadora  | [ 4 ]       |
| Premios Ariel                                | Mejor Actriz                                                 | Salma Hayek                 | Nominada  | [ 4 ]       |
| Premios Ariel                                | Mejor Actor                                                  | Ernesto Gómez Cruz          | Nominado  | [ 4 ]       |
| Premios Ariel                                | Mejor Coactuación Femenina                                   | Tiaré Scanda                | Nominada  | [ 4 ]       |
| Premios Ariel                                | Mejor Coactuación Masculina                                  | Daniel Giménez Cacho        | Nominado  | [ 4 ]       |
| Premios Ariel                                | Mejor Coactuación Masculina                                  | Esteban Soberanes           | Nominado  | [ 4 ]       |
| Premios Ariel                                | Mejor Actriz de Cuadro                                       | María Rojo                  | Nominada  | [ 4 ]       |
| Premios Ariel                                | Mejor Actriz de Cuadro                                       | Delia Casanova              | Nominada  | [ 4 ]       |
| Premios Ariel                                | Mejor Coactuación Masculina                                  | Luis Felipe Tovar           | Ganador   | [ 4 ]       |
| Premios Ariel                                | Mejor Coactuación Masculina                                  | Óscar Yoldi                 | Nominado  | [ 4 ]       |
| Premios Ariel                                | Mejor Fotografía                                             | Carlos Malcovich            | Nominado  | [ 4 ]       |
| Premios Ariel                                | Mejor Diseño de Vestuario                                    | Jaime Ortiz                 | Ganador   | [ 4 ]       |
| Premios Ariel                                | Mejor Maquillaje                                             | Elvia Romero                | Ganadora  | [ 4 ]       |
| Premios Ariel                                | Mejor Diseño de Producción                                   | Carlos Gutiérrez            | Ganador   | [ 4 ]       |
| Premios Ariel                                | Mejor Sonido                                                 | David Baksht                | Nominado  | [ 4 ]       |
| Premios Ariel                                | Mejor Edición                                                | Carlos Savage               | Ganador   | [ 4 ]       |
| Premios Ariel                                | Mejor Música de Fondo Especialmente Escrita para Cine        | Lucía Álvarez               | Ganadora  | [ 4 ]       |
| Premios Ariel                                | Mejor Tema Musical o Canción Especialmente Escrita para Cine | Lucía Álvarez               | Ganadora  | [ 4 ]       |
| Premios El Heraldo de México                 | Mejor Revelación Cinematográfica                             | Salma Hayek                 | Ganadora  | [ 4 ]       |
| Festival de Cine de Gramado                  | Mejor Película                                               | Jorge Fons                  | Nominado  | [ 4 ]       |
| Festival de Cine de Gramado                  | Mejor Director                                               | Jorge Fons                  | Ganador   | [ 4 ]       |
| Festival de Cine de Gramado                  | Mejor Actriz de Reparto                                      | Margarita Sanz              | Ganadora  | [ 4 ]       |
| Festival de Cine de Paraguay                 | Mejor Actriz                                                 | Margarita Sanz              | Ganadora  | [ 4 ]       |
| Festival de Cine de Valladolid               | Mejor Película                                               | Jorge Fons                  | Ganador   | [ 4 ]       |
| Festival de Cine de Valladolid               | Mejor Actor                                                  | Bruno Bichir                | Ganador   | [ 4 ]       |
| Festival de Cine de Guadalajara              | Premio de la Audiencia                                       | Jorge Fons                  | Ganador   | [ 4 ]       |
| Festival de Cine de La Habana                | Gran Premio Coral                                            | El Callejón de los milagros | Ganadora  | [ 4 ]       |
| Festival de Cine de La Habana                | Mejor Director                                               | Jorge Fons                  | Ganador   | [ 4 ]       |
| Festival de Cine de La Habana                | Mejor Guion                                                  | Vicente Leñero              | Ganador   | [ 4 ]       |
| Festival de Cine Latinoamericano de Toulouse | Mención especial por distribución de la película             | El Callejón de los milagros | Ganadora  | [ 4 ]       |
| Festival Internacional de Cine de Chicago    | Premio de Audiencia                                          | El Callejón de los milagros | Ganadora  | [ 4 ]       |
| Periodistas de Cine Mexicano                 | Mejor Película                                               | El Callejón de los milagros | Ganadora  | [ 4 ]       |

## Comentarios
Este filme ocupa el lugar 18 dentro de la lista de las 100 mejores películas mexicanas, según la opinión de 27 críticos y especialistas del cine en México, publicada por el portal Sector Cine en junio de 2020.